# Rénine
La rénine (également appelée angiotensinogénase) est une enzyme protéolytique du système rénine-angiotensine-aldostérone. Elle a été découverte par Robert Tigerstedt en 1898. Chez l'Homme, elle est codée par le gène REN, situé sur le chromosome 1.

## Système rénine-angiotensine-aldostérone

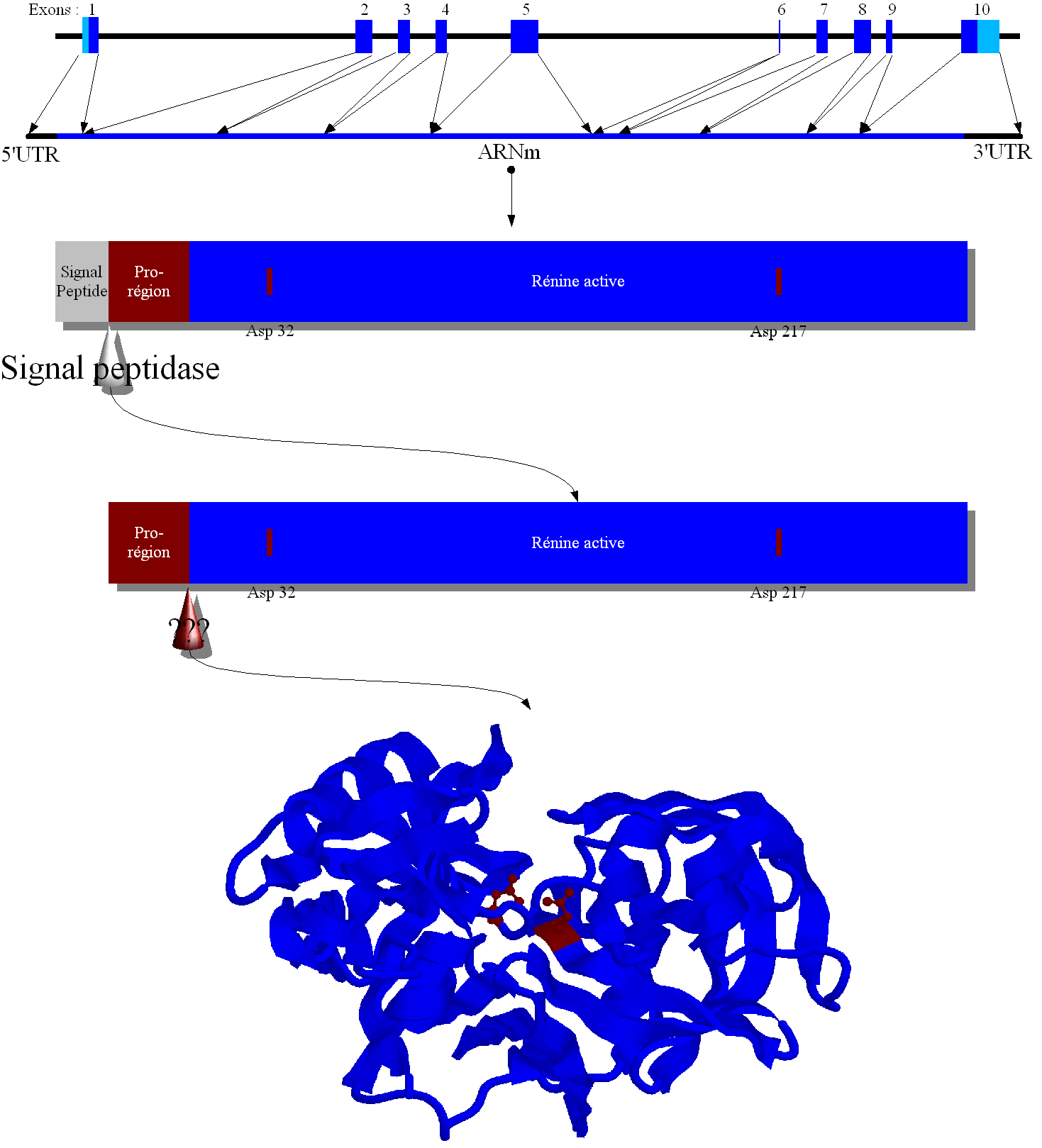
Rénine : du gène à la protéine

La synthèse de la rénine par les cellules de l'appareil juxta-glomérulaire rénal s'effectue en réponse à :
- une baisse de la volémie ;
- une baisse de la pression de perfusion sanguine ;
- à une hyperkaliémie ;
- à une hyponatrémie.

La rénine est une protéine longue de 340 acides aminés et d'un poids moléculaire de 37 kDa. Le gène de la rénine est situé sur le bras long du chromosome 1 (1q32).
La rénine est d'abord synthétisée sous forme de prorénine qui est libérée dans le plasma. Cette prorénine est clivée en rénine active au niveau de l'appareil juxta-glomérulaire rénal. Elle peut être également activée sans clivage par une liaison à un récepteur spécifique, entraînant un changement conformationnel. Ce récepteur permet l'activation de l'angiotensinogène mais a également d'autres rôles en induisant la production d'autres molécules (transforming growth factor (TGF)-β et plasminogen activator inhibitor (PAI)-1) dont le rôle reste à déterminer.
Son rôle est de catalyser la transformation de l'angiotensinogène (protéine synthétisée par le foie) en angiotensine I qui donnera elle-même l'angiotensine II, peptide entraînant une augmentation de la volémie en jouant sur la sensation de soif, la sécrétion d'aldostérone, et le calibre des vaisseaux sanguins.

## Inhibiteurs de la rénine
L'aliskirène est un inhibiteur spécifique de la rénine. Il permet de faire baisser la pression artérielle chez des patients hypertendus.
Les études menées depuis sa commercialisation et notamment les recommandations de la HAS quant à sa prescription, ont montré que son action sur l'hypertension n'est pas supérieure aux autres molécules. En outre, il a d'importants effets secondaires, comparables aux IEC + antagonistes de l'angiotensine.